# 台湾鉄路管理局EMU500型電車
EMU500型電車（EMU500がたでんしゃ）は、台湾鉄路管理局（現台湾鉄路公司）の交流電車で、東部幹線、西部幹線の電化区間で運用されている。

## 概要
EMU500型は従来の通勤電車（現・区間車）より、輸送能力、加速性能を向上させることを目的として導入した車両である。韓国・大宇重工製で1993年に発注、1995年～1997年に順次4両編成86本（344両）が導入された。電装品はドイツのシーメンス製である。
この車両の導入により、当時バスに奪われつつあった通勤客を取り返すことに成功し、台鉄の収支をある程度改善させることにつながった。
2001年、大宇重工がロテム社と統合されて以降、部品調達が困難となり、保守環境が悪化した。そのため故障が頻発し、他形式での代車運用もしばしばあった。
2015年3月以降、台北、新竹、彰化、嘉義、花蓮の各運転所に配置され、主に区間車として運用されている。

## 編成
|          | EMU500← (逆行)(順行) → |                |             |              |
| 号車     | 1                      | 2              | 3           | 4            |
| 形式     | 45EMC500 (Mc)          | ＜ 45EP500 (T) | 45ET500 (T) | 45EM500 (Mc) |
| 搭載機器 | VVVF                   |                |             | VVVF         |

凡例
- VVVF：主制御器（VVVFインバータ装置）

編成図

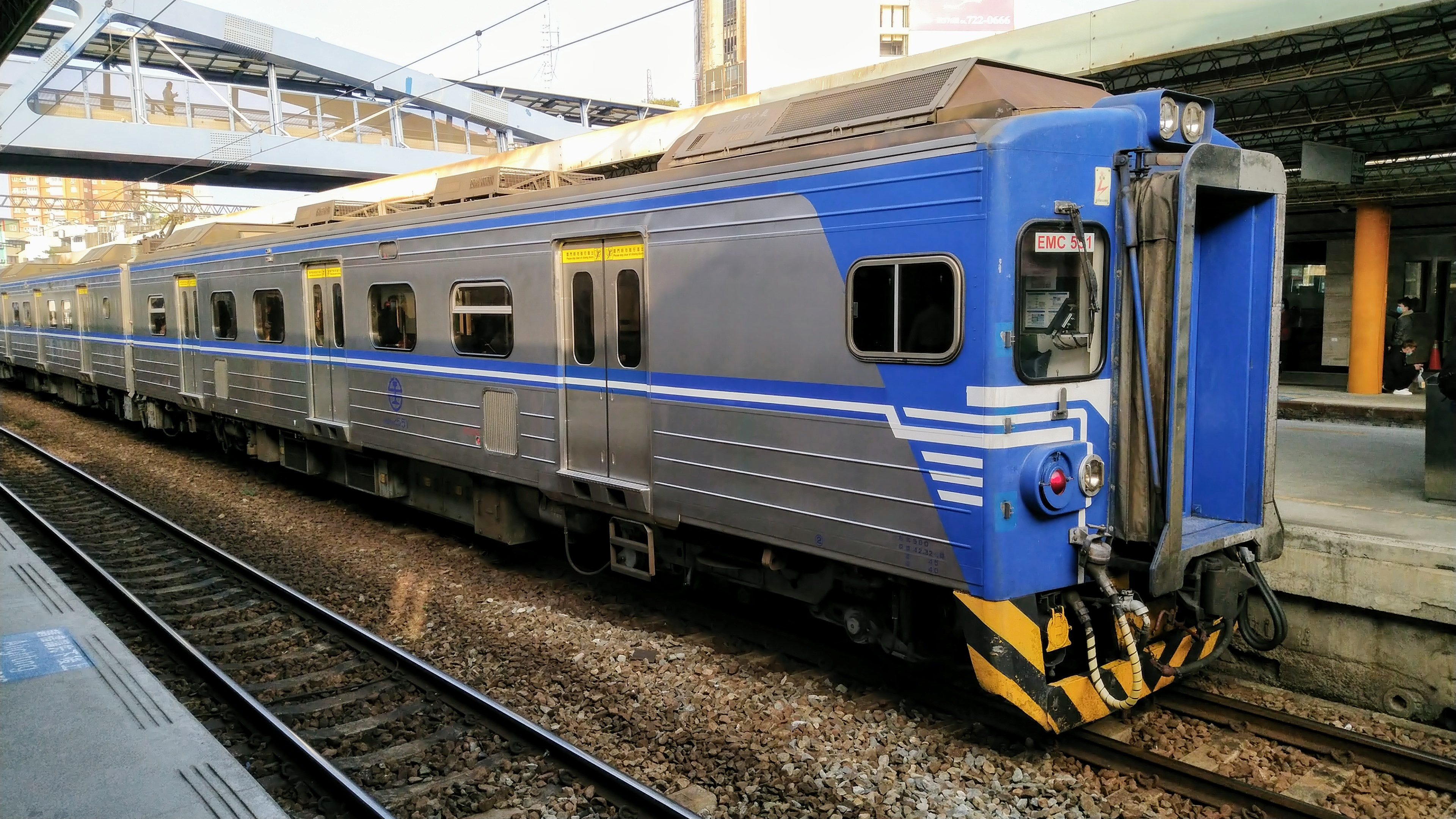
EMC500型（1号車）
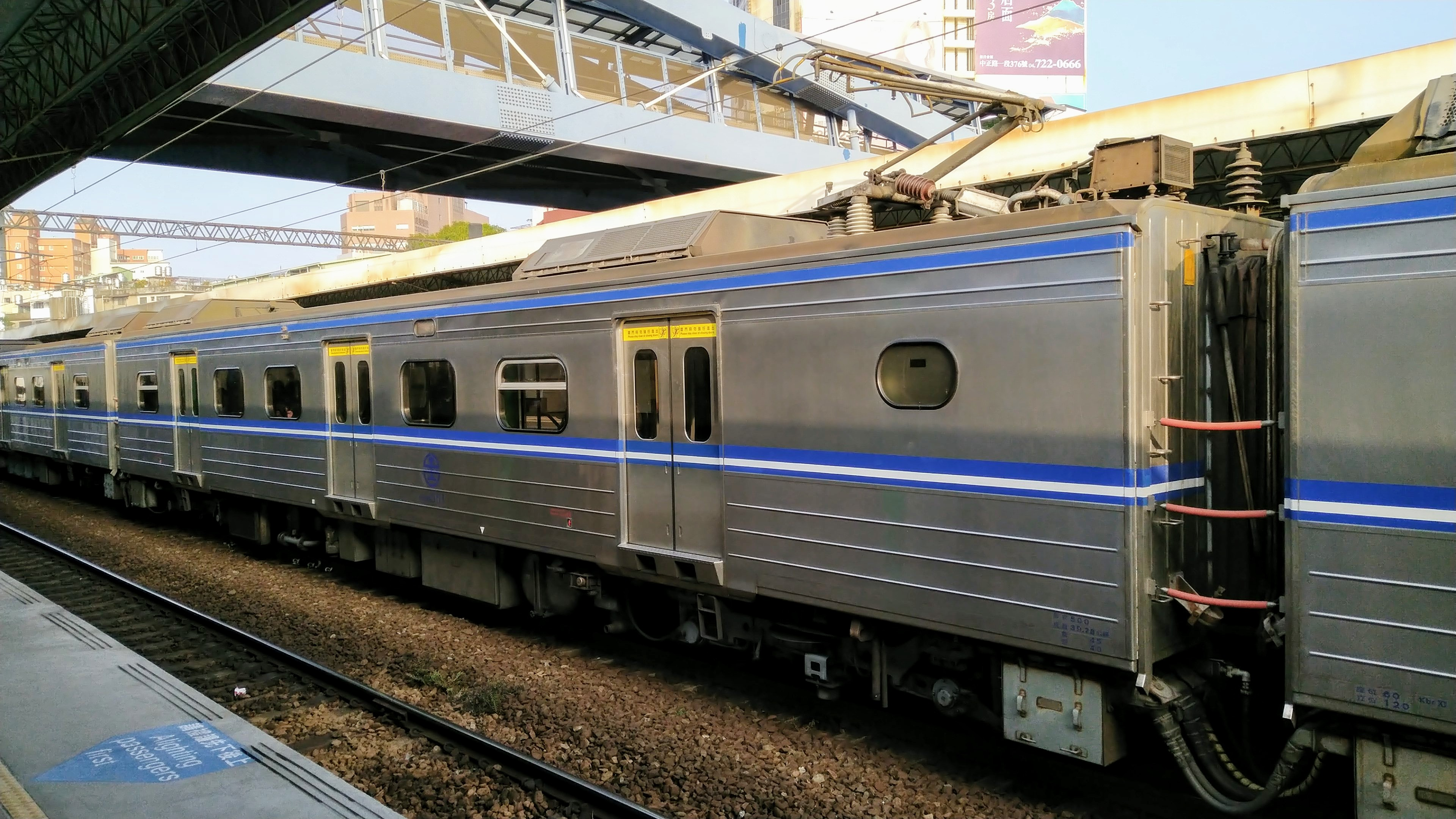
EP500型（2号車）
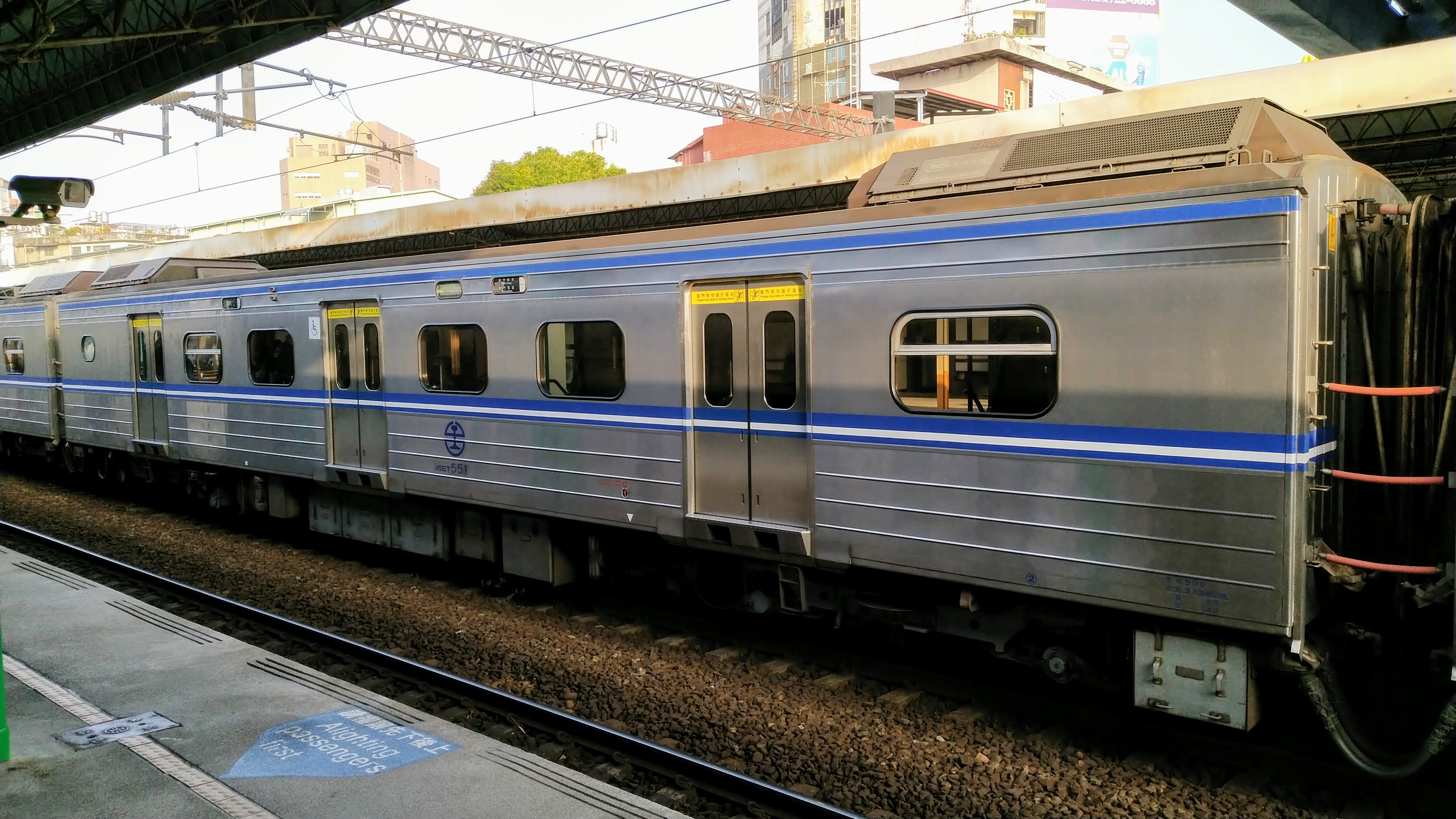
ET500型（3号車）
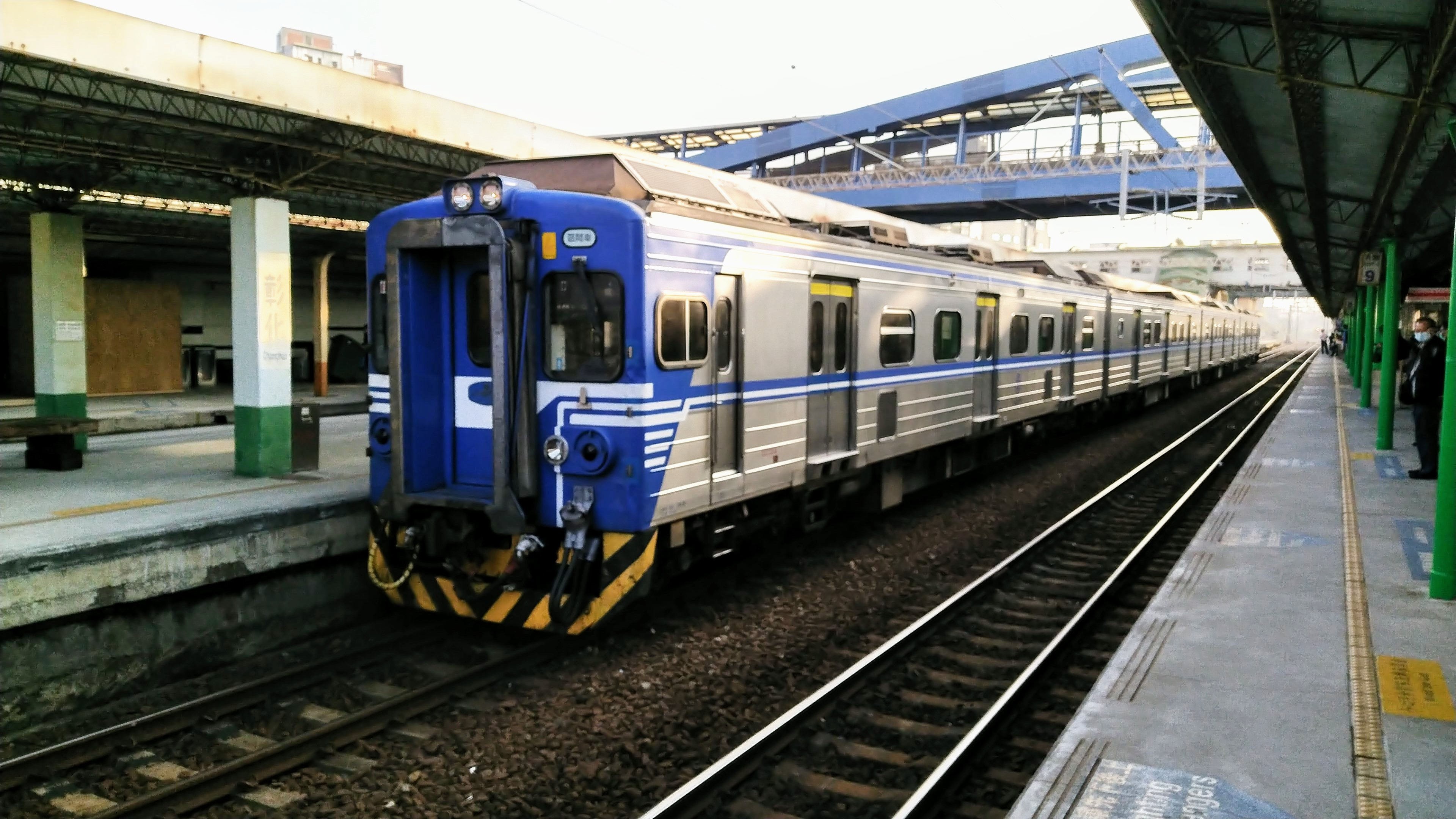
EM500型（4号車）

## 設備

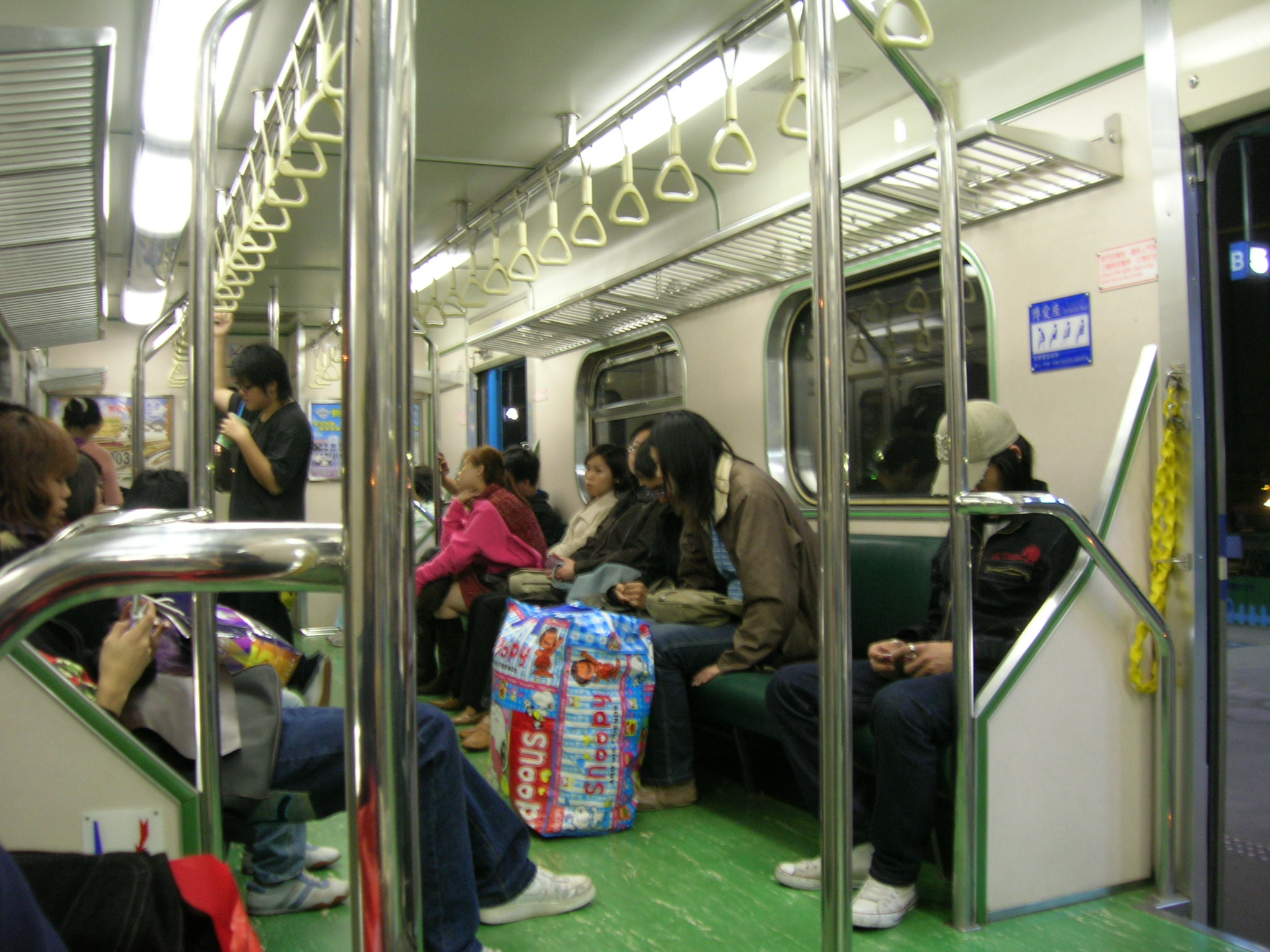
内装

### 安全設備
客用扉には挟み込み防止の安全装置が備えられており、もし人が挟まれたりして扉が閉まりきらなかった場合には電車が発車できないようになり、車掌の小開扉操作のあと完全に扉が閉まるまで発車ができない。

### 感応式自動水栓
車内のトイレ個室内に設けられた蛇口は感応式となっており、蛇口に手を差し出すと自動的に水が出るので衛生的である。

### 身体障害者用スペース
EMU400型と同じように車椅子スペースがあり、安全ベルトで車椅子を固定できる。また電車とホームとの段差があるため、扉付近に渡し板が用意されている。

## 改造工事

### 無段化工事など
後継車の入札が遅れたことと現行型式の故障が多いこと、台中市内や高雄市内での新駅を中心にホームの嵩上げが進んでいることから2015年以降に全編成を対象として、ドア付近の段差解消や、LEDの旅客案内装置追加の改造工事が施されている。

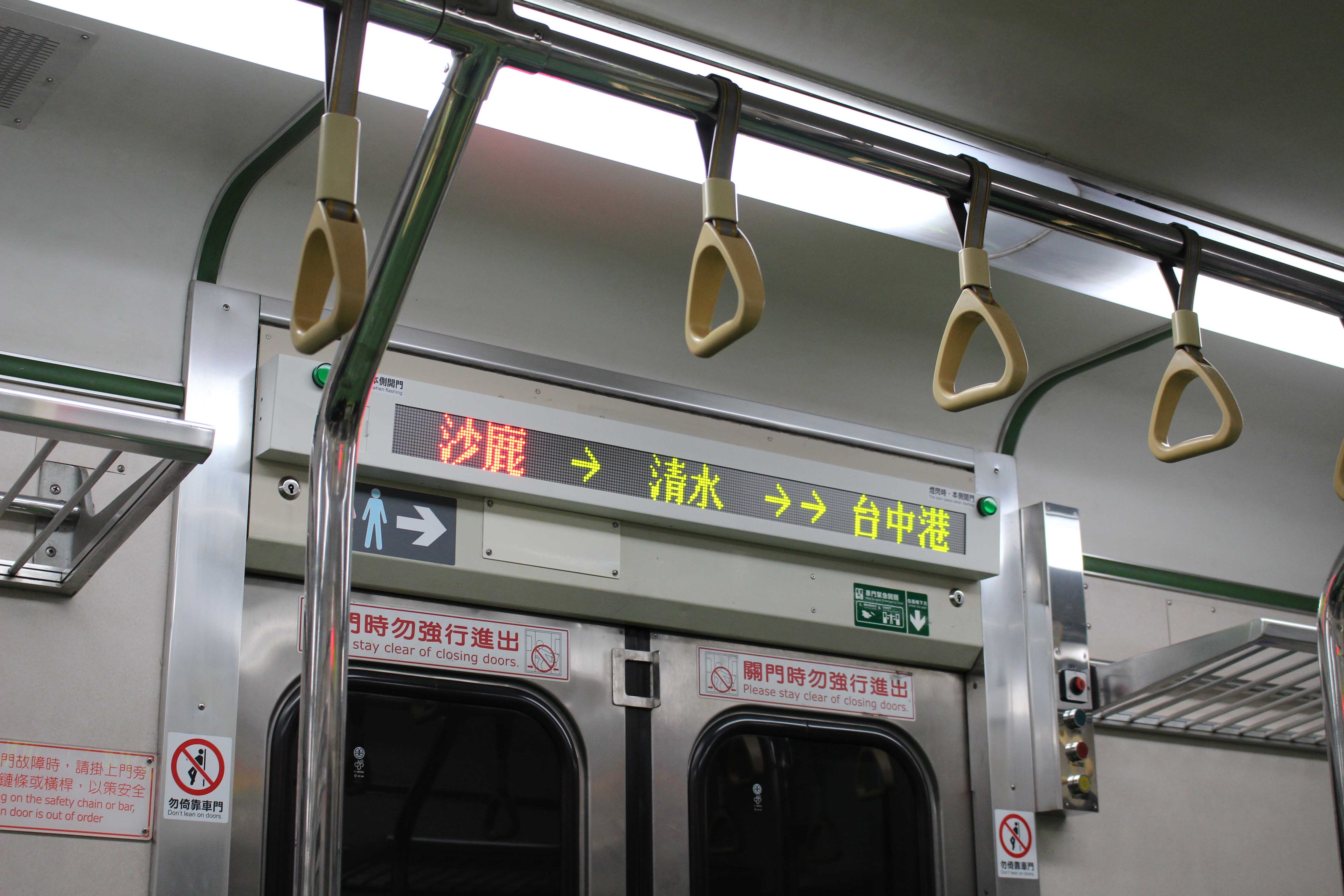
ドア上に追加された案内装置
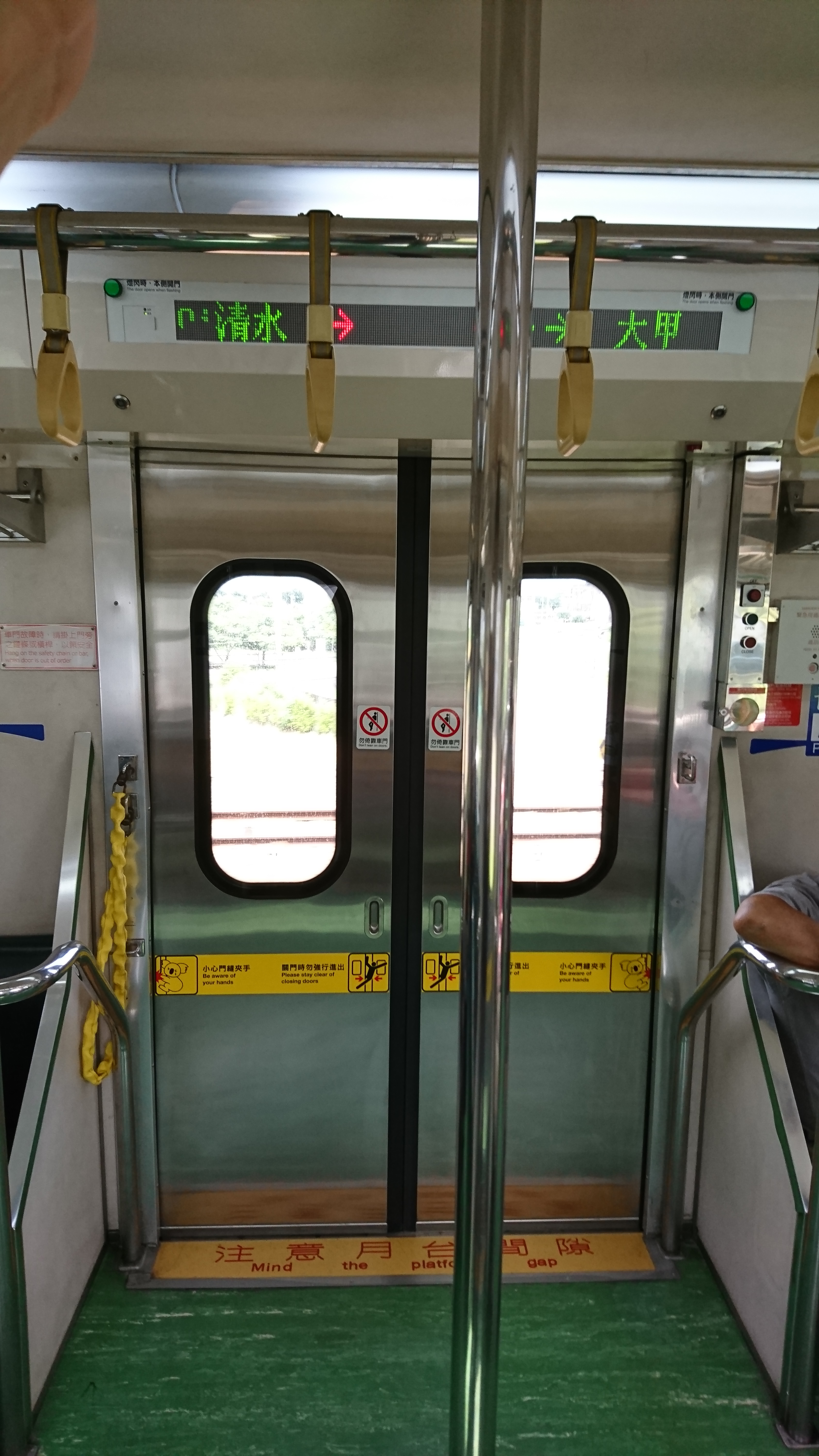
無段化されたドア付近
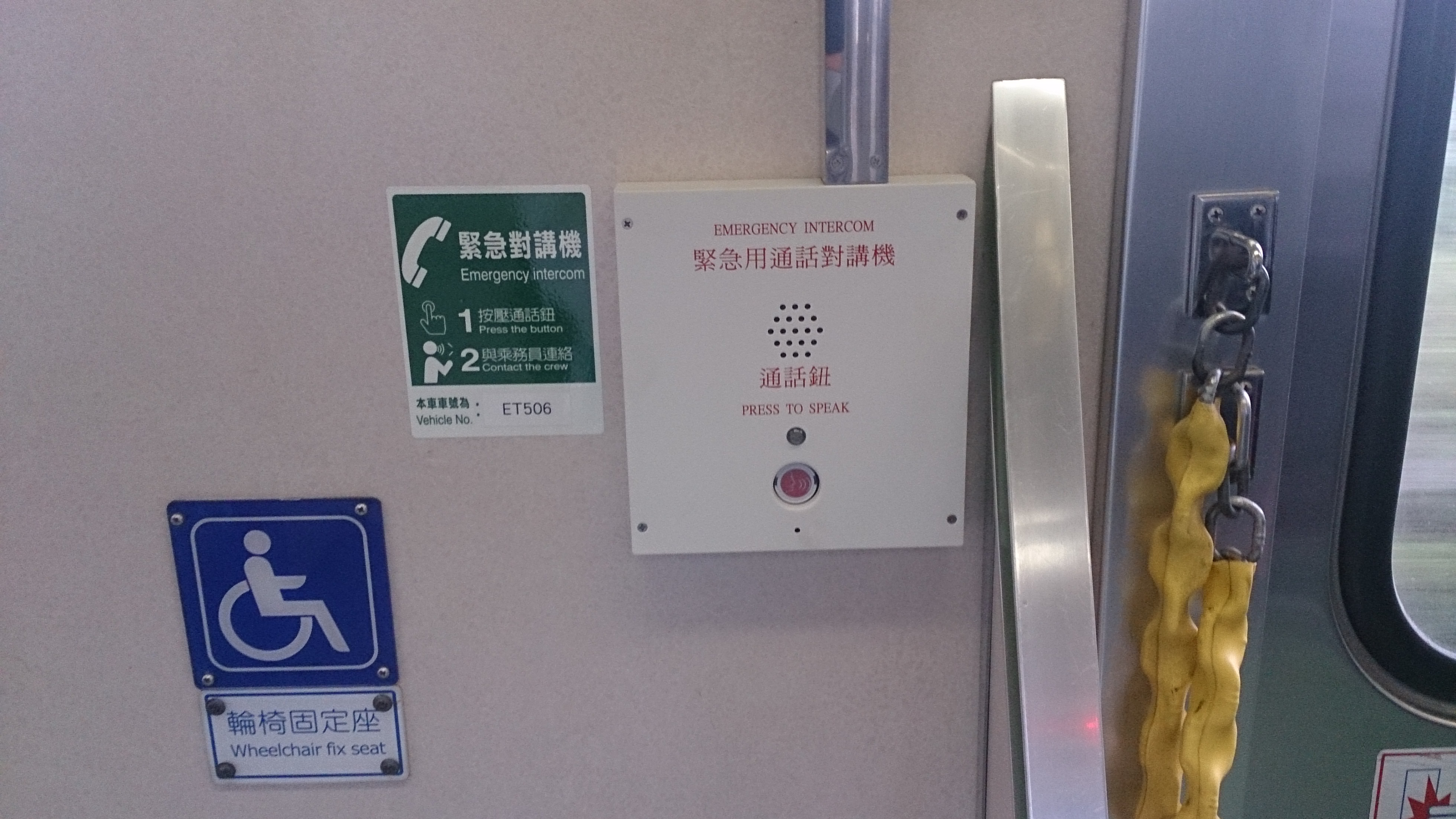
ドア横に追加された非常用インターホン

### 屏東仕様
屏東県では永らく台湾高速鉄道（高鉄）の県内延伸や新左営駅での新在接続改善を要求してきた。蔡英文政権発足後の公共インフラ投資事業である前瞻基礎建設計画において前者は実現可能性調査の対象となり、後者も高鉄延伸計画が実現した場合でも開通には長期間を要することから、それまでの一時的な対応としても必要性が高まり、客室設備改造に中央政府の予算が投入されることになった。屏東線を走行する当形式15編成60両は大幅リニューアルされる。落成した改造車第1編成は「優化編成」として2018年9月3日より屏東線内の区間車に、高雄市内において新駅が開業する2018年10月改正後は、高屏間の時短のため増発となる区間快車に優先投入される。外装は2019年に屏東県で開催される台湾ランタンフェスティバル仕様となっている。2019年6月までに対象全編成の改造完了を予定。
その後、リニューアル車の評判が良いことから、残りの編成とEMU600型に対しても同様の改造を行うことを決定し、2021年に入札を実施し、6年以内の完了を目指している
。

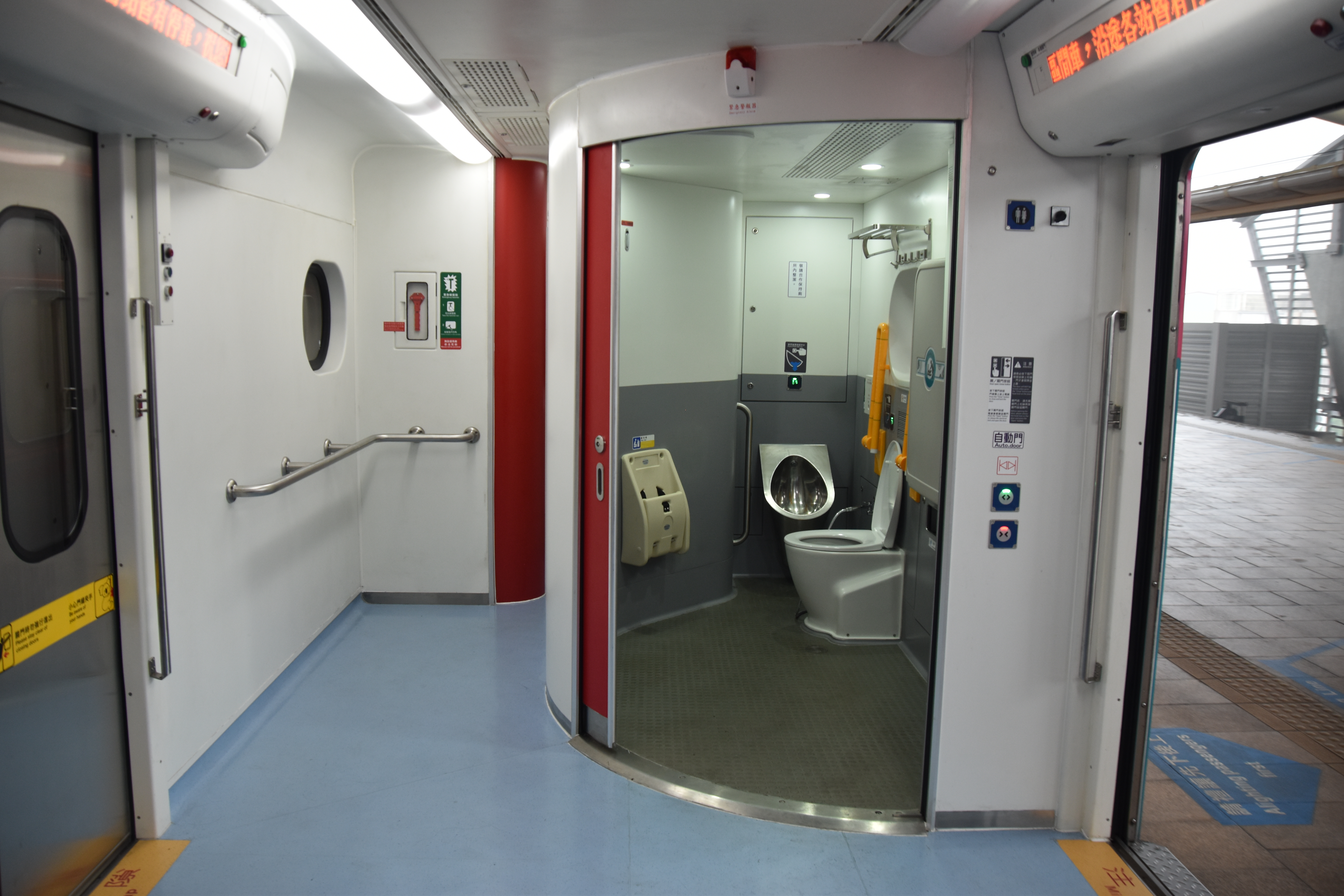
バリアフリー対応トイレ
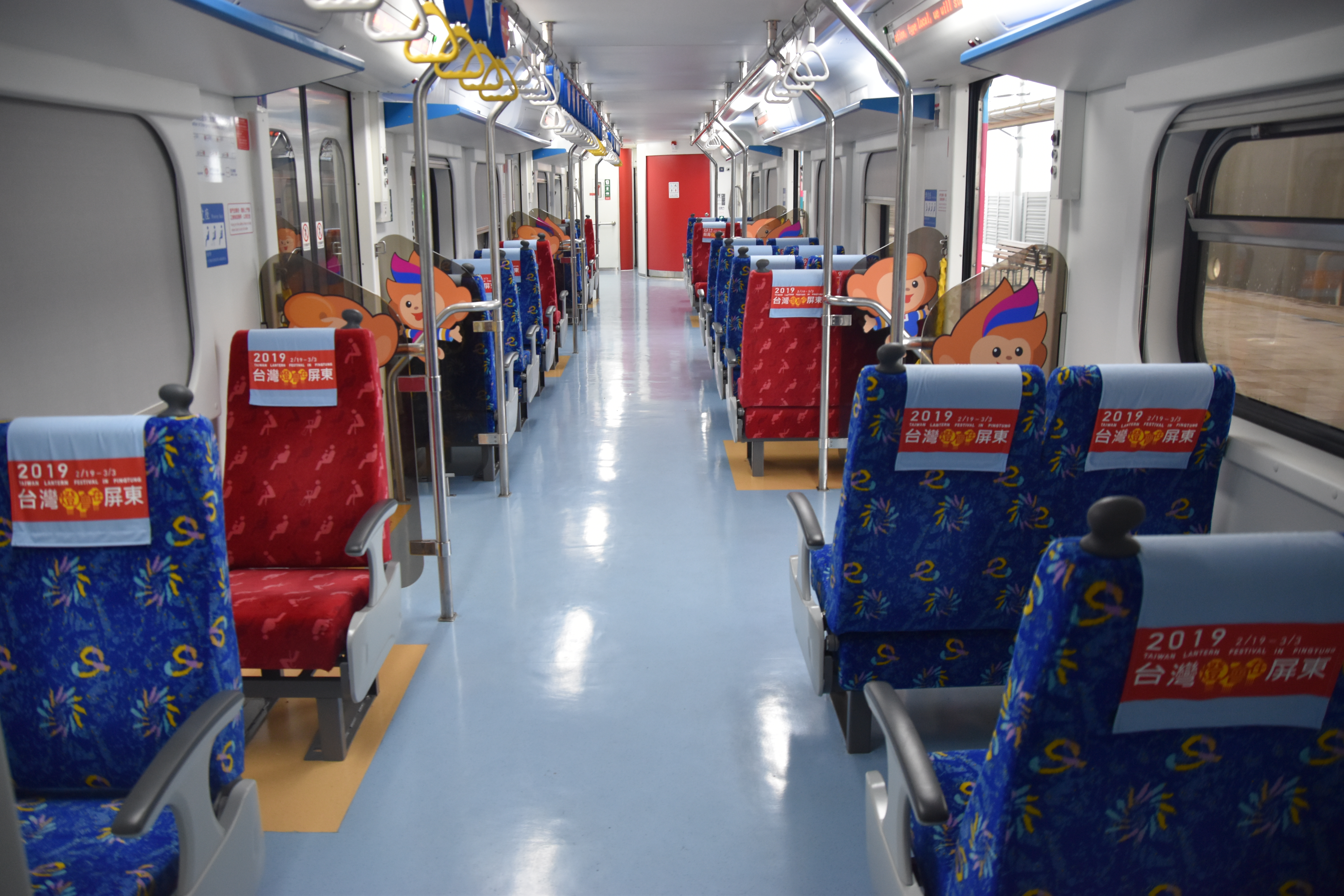
2+1アブレストの転換クロスシートとなった客室（ET車）
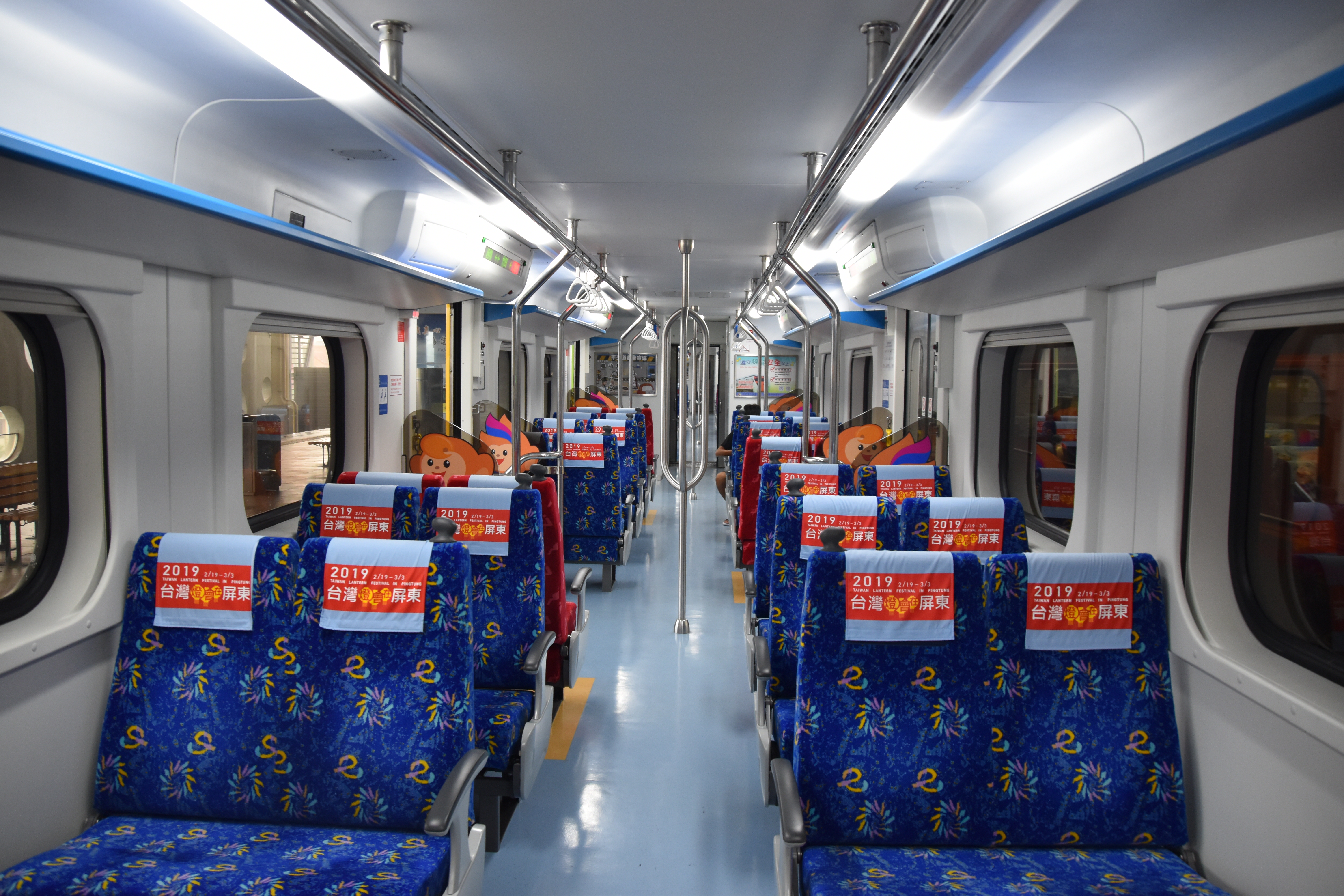
2+2アブレストのセミクロスシートとなった客室
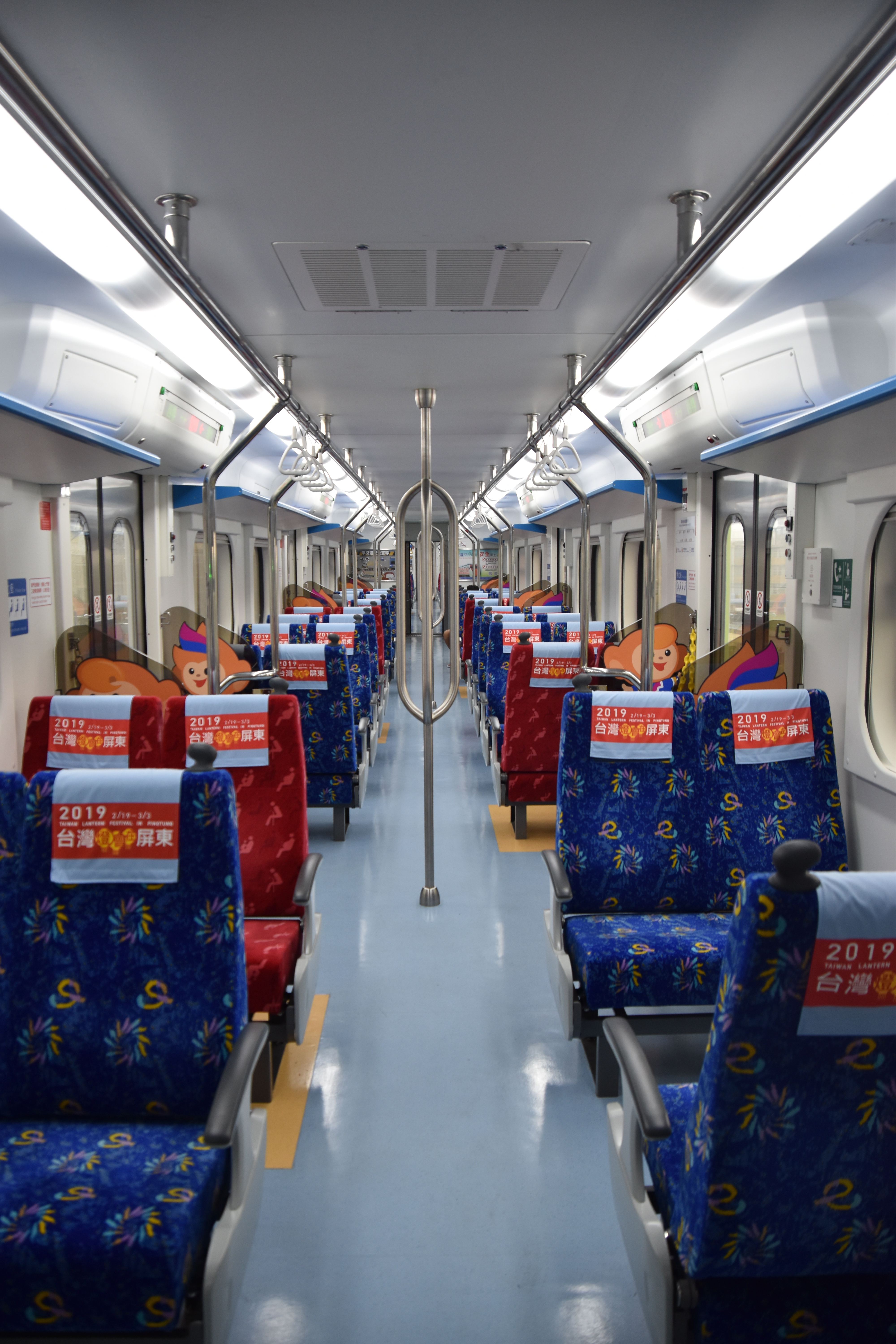
大型荷物置き場
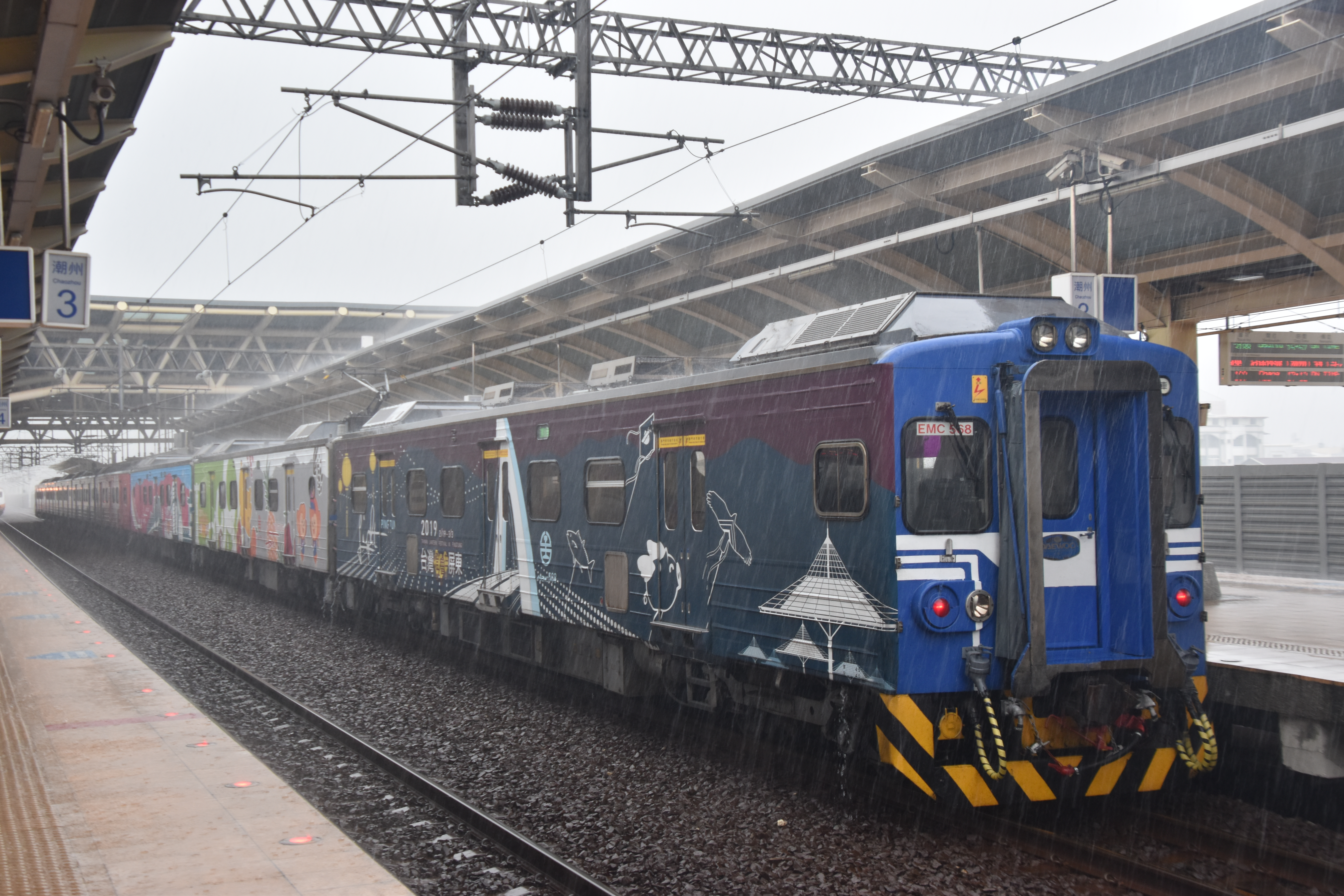
屏東ランタンフェスティバルのラッピング仕様

### 機器更新工事(IGBT化)
これらの改造に加え、当形式の故障率が高いことから63編成252両を対象に電装品も更新する。2018年6月の7度目の入札において台湾企業の士林電機がCAF（スペイン）やボンバルディア・トランスポーテーション（ドイツ）の海外勢を破って受注した。士林電機は三菱電機が21%の株式を保有する関連企業であるため、制御装置はシーメンスGTOから三菱IGBT-VVVFインバータ制御へと更新された。また、発電ブレーキを回生ブレーキに変更し、これに伴い屋根に設置されている抵抗器を撤去している。1編成は2019年末に、残り全数も2023年内に更新を完了する予定。

## その他

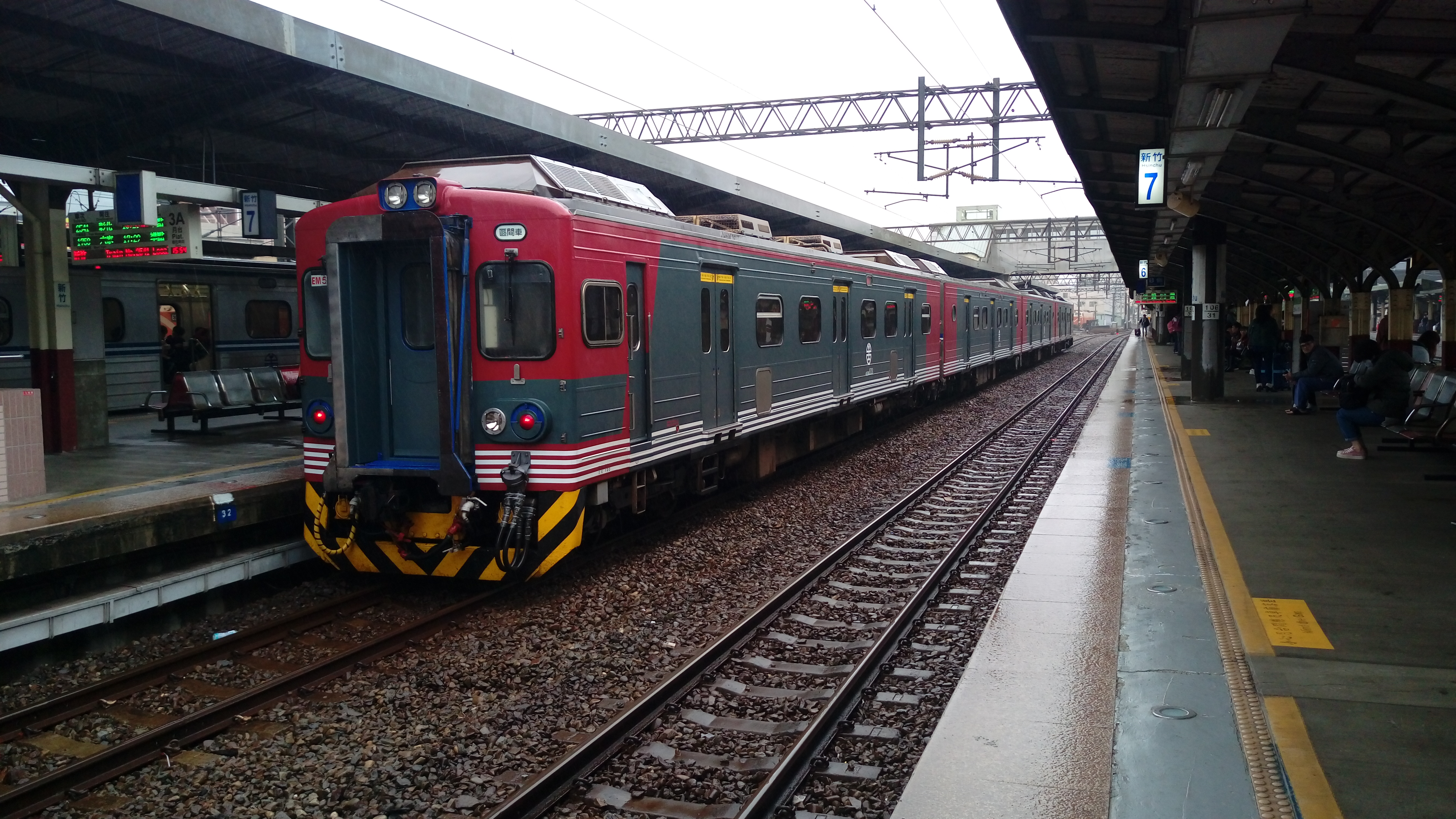
しなの鉄道色のラッピング列車

台鉄としなの鉄道の友好提携締結に伴い、EMU533編成にしなの鉄道色仕様を施したラッピング列車が運行を開始した。期間は2019年1月19日から約3年間。